# شازي-بون (أين)
شازي-بون (بالفرنسية: Chazey-Bons)‏ هي بلدية فرنسية تقع في إقليم الأين في فرنسا. رمز إنسي لها هو:1098. أما الرمز البريدي لها فهو: 1300.